# BYD Frigate 07

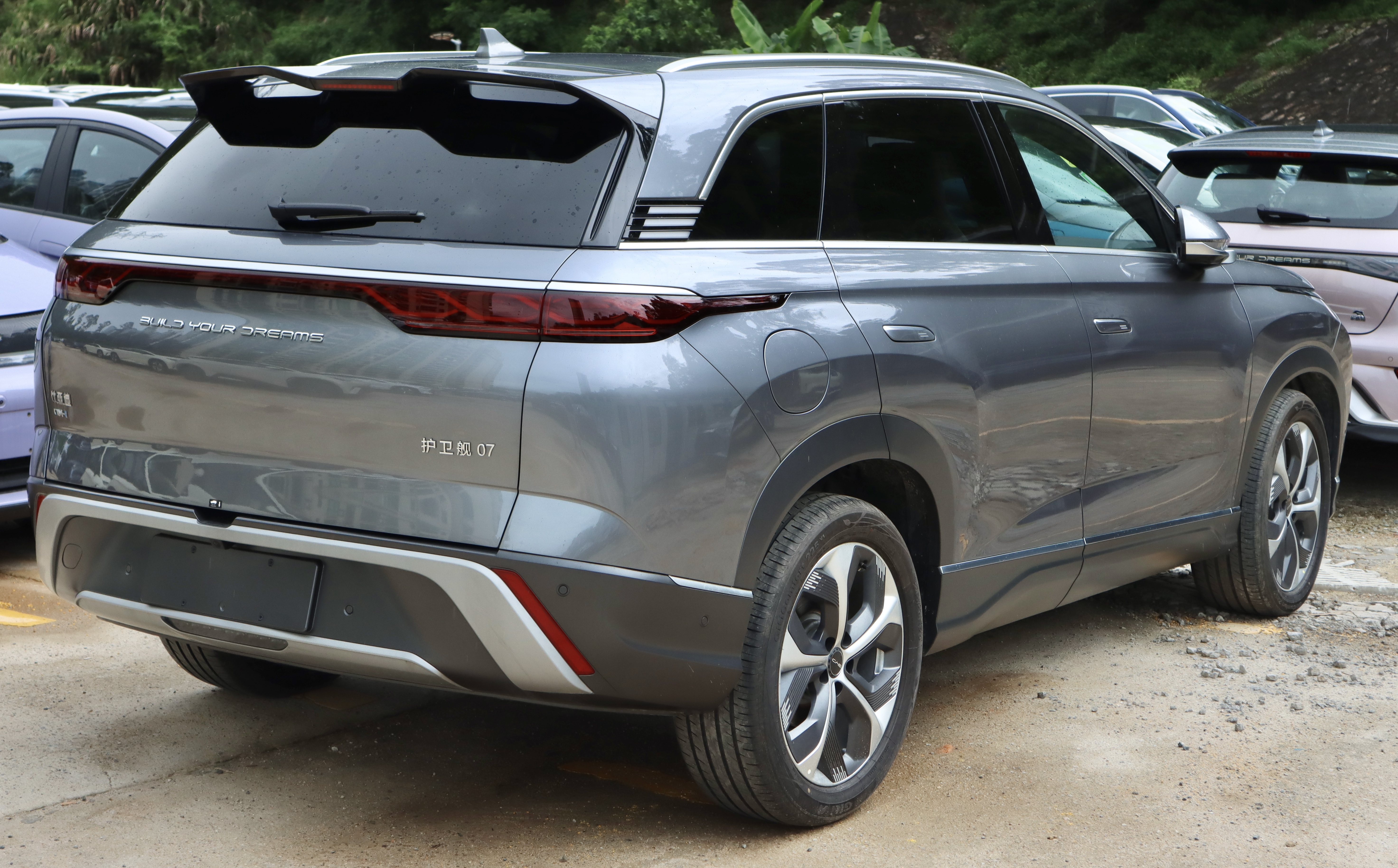
Heckansicht

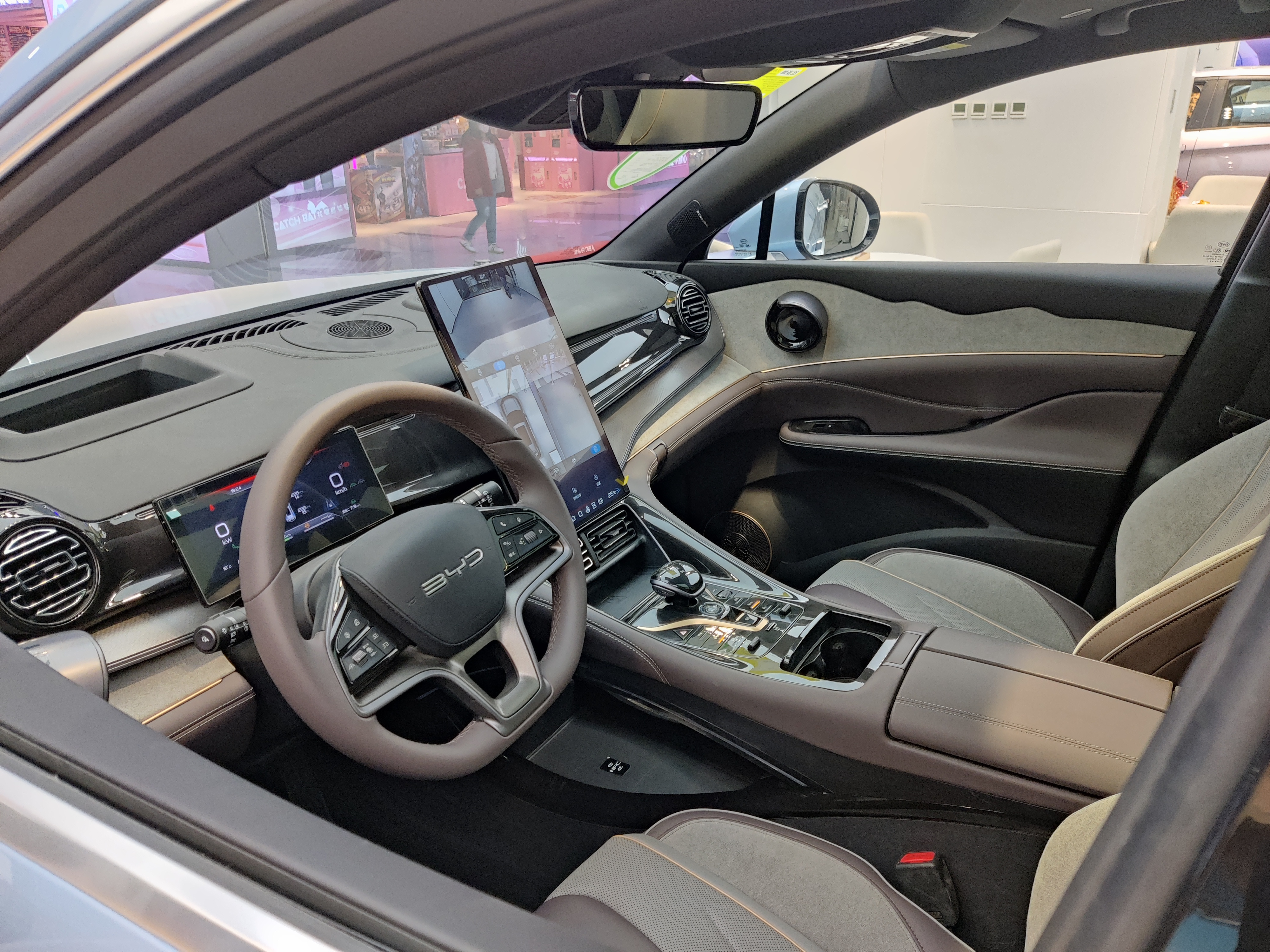
Innenansicht

Der BYD Frigate 07 ist ein Sport Utility Vehicle des chinesischen Automobilherstellers BYD Auto.

## Geschichte
Angekündigt wurde das 4,82 Meter lange Fahrzeug im März 2022. Die offizielle Premiere erfolgte im August 2022 im Rahmen der Chengdu Auto Show. Im Dezember 2022 kam das SUV auf dem chinesischen Heimatmarkt in den Handel. Nach dem Destroyer 05 ist der Frigate 07 das zweite Modell von BYD, das der sogenannten „Kriegsschiff“-Serie zugeordnet wird. Unter ihr werden Plug-in-Hybride angeboten.
Einen ersten Ausblick auf das SUV lieferte das im April 2021 auf der Shanghai vorgestellte Konzeptfahrzeug BYD X Dream.

## Technische Daten
Drei verschiedene Antriebsvarianten sind für den Frigate 07 verfügbar. Alle haben einen 102 kW (139 PS) starken 1,5-Liter-Ottomotor, der mit einem oder zwei Elektromotoren kombiniert wird. Als Energiespeicher für die elektrische Energie stehen zwei Lithium-Eisenphosphat-Akkumulatoren („Blade-Batterie“) mit 18,3 oder 36,8 kWh zur Wahl. Die maximale elektrische Reichweite nach NEFZ mit der größeren Batterie wird mit 205 km angegeben.
| Kenngrößen                                  | DM-i                         | DM-i                         | DM-i AWD                        |
| ------------------------------------------- | ---------------------------- | ---------------------------- | ------------------------------- |
| Bauzeitraum                                 | seit 12/2022                 | seit 12/2022                 | seit 12/2022                    |
| Motorkenndaten                              |                              |                              |                                 |
| Motortyp                                    | R4-Ottomotor + Elektromotor  | R4-Ottomotor + Elektromotor  | R4-Ottomotor + 2 Elektromotoren |
| Hubraum                                     | 1497 cm³                     | 1497 cm³                     | 1497 cm³                        |
| max. Leistung des Verbrennungsmotors        | 102 kW (139 PS) bei 5200/min | 102 kW (139 PS) bei 5200/min | 102 kW (139 PS) bei 5200/min    |
| max. Systemleistung                         | 145 kW (197 PS)              | 145 kW (197 PS)              | 295 kW (401 PS)                 |
| max. Drehmoment des Verbrennungsmotors      | 231 Nm bei 1350–4500/min     | 231 Nm bei 1350–4500/min     | 231 Nm bei 1350–4500/min        |
| max. Drehmoment der Elektromotoren          | 316 Nm                       | 316 Nm                       | 656 Nm                          |
| Kraftübertragung                            |                              |                              |                                 |
| Antrieb                                     | Vorderradantrieb             | Vorderradantrieb             | Allradantrieb                   |
| Getriebe                                    | E-CVT                        | E-CVT                        | E-CVT                           |
| Messwerte                                   |                              |                              |                                 |
| Leergewicht                                 | 2047 kg                      | 2140 kg                      | 2270 kg                         |
| Höchstgeschwindigkeit                       | 180 km/h                     | 180 km/h                     | 180 km/h                        |
| Beschleunigung, 0–100 km/h                  | 8,5 s                        | 8,9 s                        | 4,7 s                           |
| Kraftstoffverbrauch auf 100 km (kombiniert) | 2,1 l Super                  | 1,4 l Super                  | 1,6 l Super                     |
| Tankinhalt                                  | 60 l                         | 60 l                         | 60 l                            |
| Energieinhalt Akku                          | 18,3 kWh                     | 36,8 kWh                     | 36,8 kWh                        |
| elektrische Reichweite nach NEFZ            | 100 km                       | 205 km                       | 175 km                          |
| Abgasnorm                                   | China VI                     | China VI                     | China VI                        |